# NGC 5542
NGC 5542 (другие обозначения — MCG 1-36-34, ZWG 46.85, ARAK 445, PGC 51066) — галактика в созвездии Волопас.
Этот объект входит в число перечисленных в оригинальной редакции «Нового общего каталога».